# Język solong
Język solong (arawe, pililo) – język austronezyjski używany i nauczany (w kilku szkołach podstawowych) na południowo-zachodnim wybrzeżu prowincji Nowa Brytania Zachodnia w Papui-Nowej Gwinei.